# Raveniola zaitzevi
Raveniola zaitzevi är en spindelart som först beskrevs av Dmitry Evstratievich Kharitonov 1948.  Raveniola zaitzevi ingår i släktet Raveniola och familjen Nemesiidae. Inga underarter finns listade i Catalogue of Life.